# Cesárea humanizada
La cesárea humanizada es el concepto popular de aquella que se realiza en el contexto en un ambiente respetuoso, tranquilo e íntimo donde la mujer y su bebé son el foco de atención de todo el personal de salud, pero además se refiere a que es realizada por profesionales médicos que aplican la mejor y más actualizada evidencia científica en torno al nacimiento. Por esta razón también se le conoce como Cesárea basada en la evidencia, centrada en la mujer o en la familia o cesárea con bases en la salud primal.

## Evidencia científica
La evidencia científica es clara al resaltar las ventajas a corto y largo plazo para madres y bebes del nacimiento vaginal, por ejemplo hablando de mortalidad materna ésta es de 4 a 6 veces más alta en mujeres sometidas a cesárea cuando se comparan con mujeres en nacimientos vaginales. Por lo tanto, una cesárea humanizada es aquella que se realiza plenamente justificada o la gran mayoría de las veces después de una prueba de trabajo de parto con un bebé a término pensando en la salud de ambos no solo a corto sino a largo plazo también según los conceptos de la salud primal.
La adecuada comunicación, la empatía, el trato amable, la calidez en los cuidados de la mujer están plenamente demostrados que impactan en la satisfacción materna incluso de manera mucho más importante que otros factores como el dolor, la duración del trabajo de parto o las complicaciones, por esta razón durante una cesárea humanizada es muy importante siempre considerar estos factores además de velar por el acompañamiento físico y afectivo de una pareja o de una doula.

## Corte oportuno de cordón umbilical y piel a piel
El retraso en el corte de cordón umbilical está directamente relacionado con menores riesgos de anemia por deficiencia de hierro en el recién nacido y a una transición respiratoria más suave y paulatina del bebe al nuevo ambiente aéreo lo que le permite estar mejor preparado. Cada bebe puede necesitar según sus características un retraso mayor o menor por lo que ahora se le conoce como corte oportuno del cordón, y es una actividad muy tomada en cuenta durante una cesárea basada en la evidencia.
El contacto piel a piel de la madre con su bebé durante una cesárea también es muy importante ya que esta demostrado menores niveles de estrés, control más adecuado de temperatura y menos alteraciones metabólicas. Es una gran oportunidad de rescatar la colonización del bebe por bacterias maternas buenas y conocidas que le ayudarán a preparar su sistema inmunológico o de defensa de forma mucho más saludable que en aquellos bebés que son inmediatamente separados de su madre y alimentados con fórmulas lácteas artificiales. Esta actividad de poner en piel a piel madre y bebe durante una cesárea implica un esfuerzo mayor de todo el personal médico para trabajar de manera unida y colaborativa persiguiendo el mismo objetivo, por lo que no sería posible sin la participación especial del pediatra, anestesiólogo, enfermera y muchas veces la doula que sigue acompañando a la madre.

## Impacto en lactancia materna
La importancia de una adecuada lactancia materna en los infantes es cada vez más conocida así como su impacto en la salud a lo largo de la vida. El contacto piel a piel ininterrumpido al menos durante la primera hora de vida y el agarre espontáneo al seno materno para tomar de manera temprana el primer alimento son fundamentales para el establecimiento de una adecuada lactancia lo cual impactará a su vez en que ésta sea también exclusiva y prolongada. Una cesárea que intenta adecuarse para que la madre pueda estar piel a piel con su bebe de manera ininterrumpida impacta en esa relación temprana, el vínculo, el agarre al seno espontáneo y el primer alimento del bebe con leche materna evitando la separación y cualquier otro tipo de líquidos que no sea leche materna.